# 克拉克·迪安
克拉克·迪安（英語：Clark Dean，2000年2月3日—），美国男子赛艇运动员，2016年世界青年赛艇锦标赛男子四人双桨铜牌得主、2017年世界青年赛艇锦标赛男子单人双桨金牌得主、2018年世界青年赛艇锦标赛男子单人双桨金牌得主、2024年夏季奥林匹克运动会男子八人单桨有舵手银牌得主。